# ليوناردو كونتي (سياسي)
ليوناردو كونتي (بالألمانية: Leonardo Conti)‏ هو طبيب وسياسي ألماني وسويسري، ولد في 24 أغسطس 1900 في لوغانو في سويسرا، وتوفي في 6 أكتوبر 1945 في نورنبرغ في ألمانيا بسبب شنق. نشط حزبياً في الحزب النازي. وقد انتخب عضو مجلس الشورى الموحد بروسيا وانتخب عضو مجلس النواب الألماني من ألمانيا النازية.

## وصلات خارجية
- ليوناردو كونتي على موقع مونزينجر (الألمانية)